# 氨基水解酶

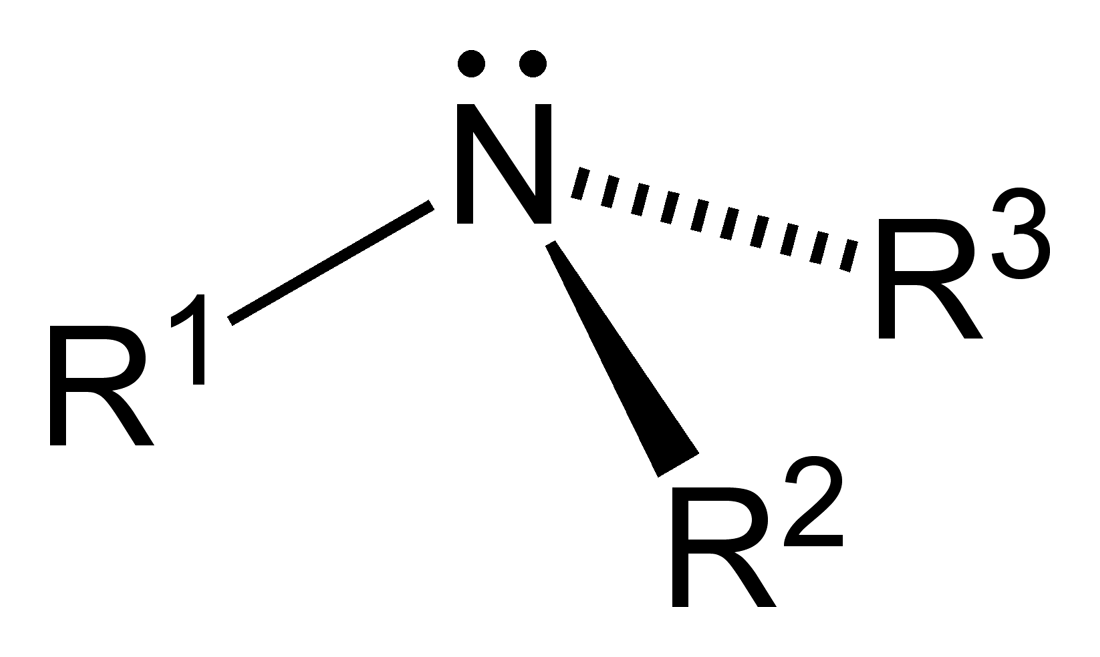
氨基的通式

氨基水解酶（英語：aminohydrolase）是一种作用于氨基的水解酶。

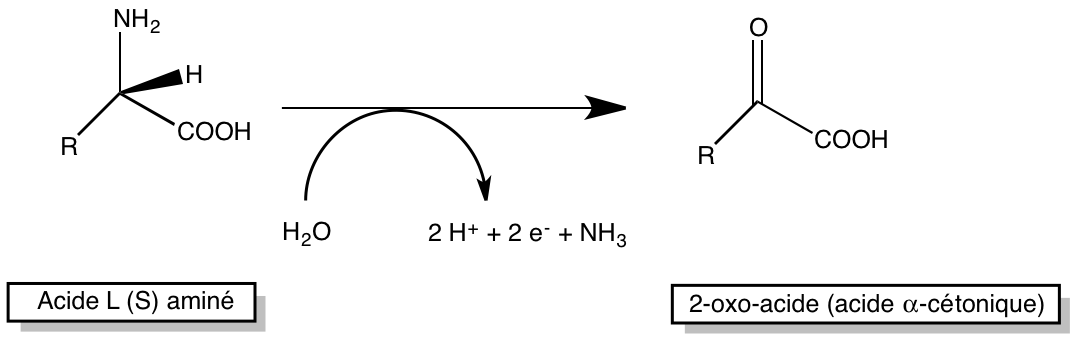
氨基水解酶催化的一般反应

氨基水解酶类被分类在EC编号3.5.4之下。